# Sterkfontein
Sterkfontein là một tập hợp các hang động đá vôi đặc biệt liên quan đến nhân chủng học-Cổ sinh vật học nằm ở Mulderdrift, gần thị trấn Krugersdorp thuộc tỉnh Gauteng, cách thành phố Johannesburg khoảng 40 kilômét (25 mi) về phía tây bắc, Nam Phi. Các địa điểm khảo cổ của Swartkrans và Kromdraai nằm trong cùng một khu vực. Sterkfontein là một Di sản Quốc gia Nam Phi và được UNESCO công nhận là Di sản thế giới từ năm 2000. Khu vực nó nằm được gọi chung là Cái nôi của nhân loại. Hang Sterkfontein cũng là nơi sinh sống của nhiều loài động vật hoang dã bao gồm cả loài tò vò Belonogaster petiolata, một loài có sự hiện diện làm tổ lớn trong hang.
Một số hóa thạch họ Người sớm được tìm thấy ở đây trong vài thập kỷ qua. Những hóa thạch này được cho là của các chi Australopithecus, Homo và Paranthropus.

## Lịch sử
Nó nằm trong một khu vực quần thể hang động đá vôi có tên "Cái nôi của loài người".Việc khai quật các hang động bắt đầu vào cuối thập niên 1890 bởi những người thợ mỏ khai thác đá vôi bỗng tìm thấy các hóa thạch và khiến các nhà khoa học chú ý.
Mãi cho đến năm 1936, học sinh của giáo sư Raymond Dart và Tiến sĩ Robert Broom từ Đại học Witwatersrand bắt đầu một cuộc khai quật. Rồi cũng trong năm ấy, các hang động Sterkfontein mang lại cho các nhà khảo cổ một loài mới, họ đặt tên cho loài này là Australopithecus africanus, loài này cũng một tổ tiên của con người. Họ tạm dừng trong khai quật trong Thế chiến II, nhưng sau khi chiến tranh, tiến sĩ Broom tiếp tục khai quật. Năm 1947, ông đã tìm thấy hộp sọ gần như hoàn toàn của một người phụ nữ. Ban đầu Broom đặt tên cho loài này là Plesianthropus transvaalensis (có nghĩa: Người đàn ông đến từ Transvaal), nhưng nó được biết đến nhiều hơn dưới cái tên: bà Pless. Bà Pless được ước tính có tuổi thọ từ thời kỳ Pliocen.
Năm 1997, lại một bộ xương của một họ người đầu tiên đã được tìm thấy trong các hang động bởi Ronald J. Clarke. Bộ xương này được đặt tên Little Foot (chân nhỏ), kể từ khi các bộ phận đầu tiên được tìm thấy vào năm 1995, Litte Foot được ước tính có tuổi thọ từ 3.300.000 năm trước. cuộc khai quật tiếp tục cho đến ngày nay và bây giờ thấy tổng số 500 Họ Người, làm cho Sterkfontein nổi tiếng nhất trong quần thể hang động đá vôi có tên "Cái nôi của loài người".
Năm 2000, UNESCO đã công nhận "Cái nôi của loài người" là Di sản thế giới.

## Hình ảnh

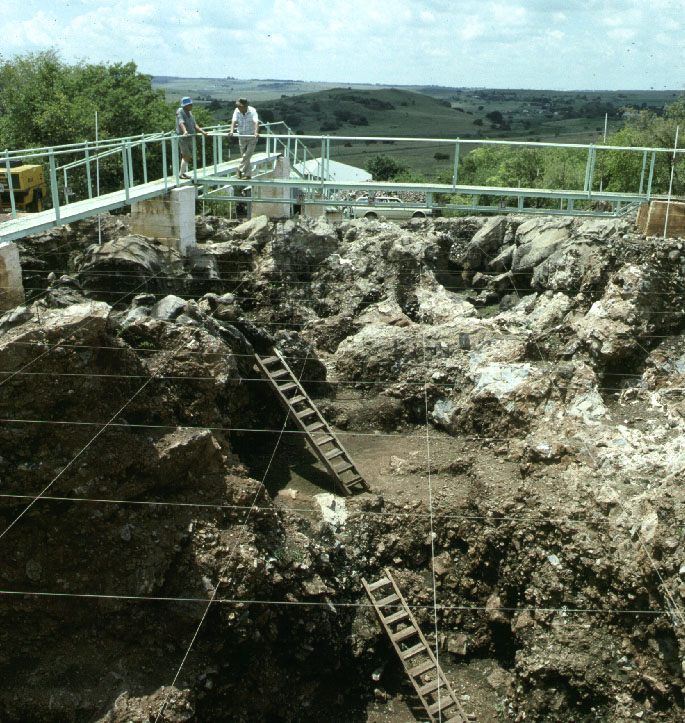
Các nhà khảo cổ ở phía trên lối vào Sterkfontein.
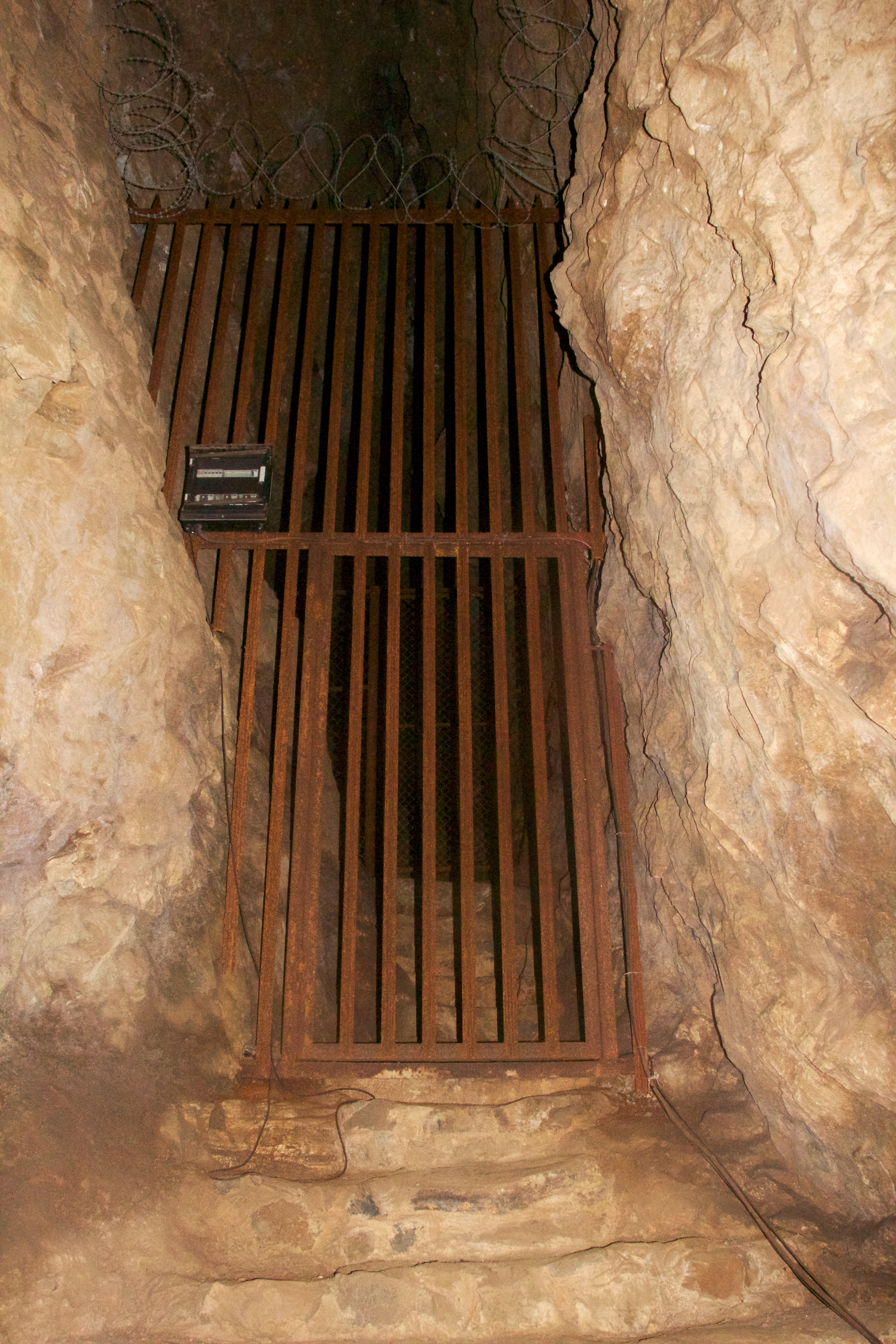
Lối vào hang động Silberberg chứa hóa thạch Little Foot
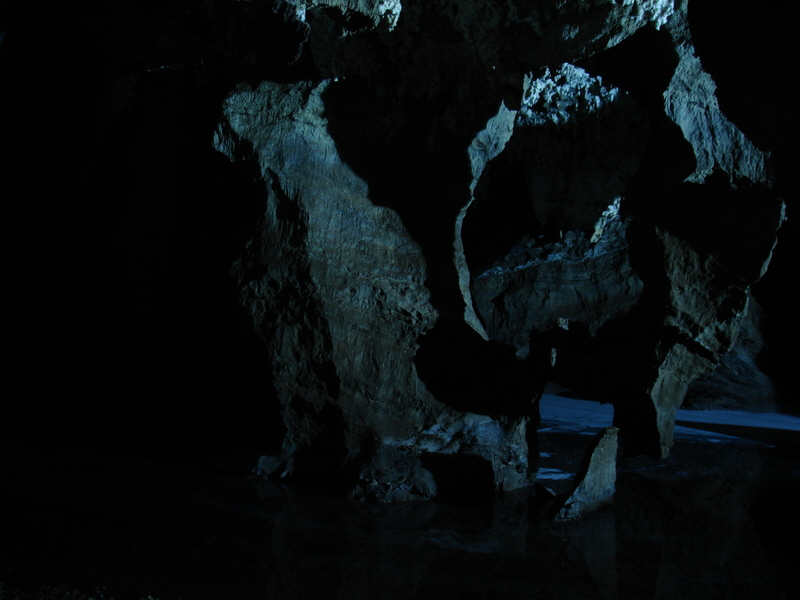
Hồ ngầm trong hang Sterkfontein, nơi một thợ lặn đã bỏ mạng tại đó
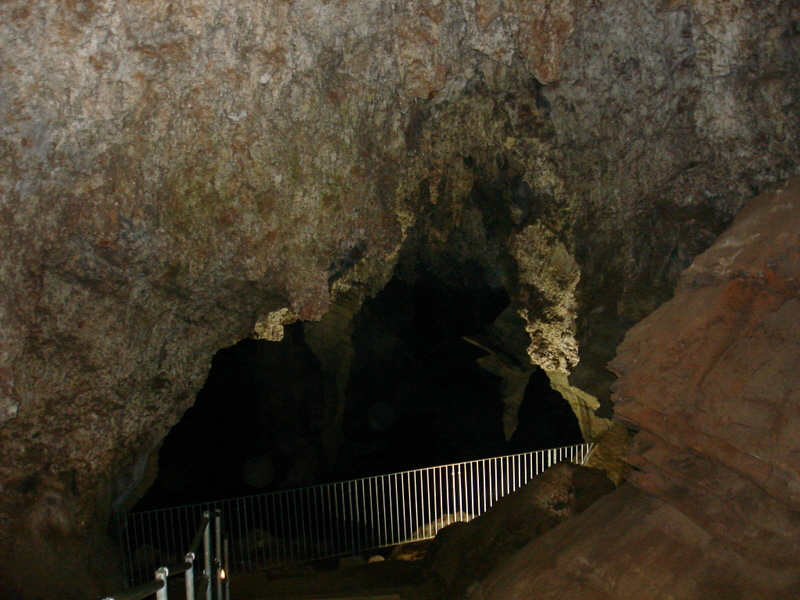
Một cái nhìn xuống hồ trong hang động